# هونگ یو سوب
هونگ یو سوب (کره‌ای: 홍요섭؛ زادهٔ ۳ ژوئیه ۱۹۵۵) بازیگر اهل کره جنوبی است.

## فیلم‌شناسی
گزیده فیلم‌شناسی

### مجموعه تلویزیونی
| سال  | عنوان        | نقش                    |
| ---- | ------------ | ---------------------- |
| ۲۰۰۶ | سئول ۱۹۴۵    | مون دونگ کی            |
| ۲۰۰۷ | آسمان و زمین | سوک جونگ هون           |
| ۲۰۰۹ | جا میونگ گو  | چوی ری، پادشاه ناک‌رانگ |
| ۲۰۱۲ | دخترم سویونگ | چوی مین سوک            |
| ۲۰۲۳ | اصل کاری     | گونگ چان شیک           |